# Championnats du monde de cross-country 1974
Navigation
Édition précédente Édition suivante
Les 2e Championnats du monde de cross-country IAAF  se sont déroulés en 1974 à Monza en Italie.

## Résultats

### Cross long hommes

#### Individuel
| Médaille | Athlète                | Temps       |
| Or       | Erik De Beck Belgique  | 35 min 24 s |
| Argent   | Mariano Haro Espagne   | 35 min 25 s |
| Bronze   | Karel Lismont Belgique | 35 min 27 s |

#### Équipes
| Médaille | Athlètes                                                                                        | Points  |
| Or       | Belgique                                                                                        | 103 pts |
| Argent   | Angleterre                                                                                      | 109 pts |
| Bronze   | France Noel Tijou Lucien Rault Pierre Liardet Jean-Jacques Prianon René Jourdan Jean-Paul Gomez | 215 pts |

### Course juniors hommes

#### Individuel
| Médaille | Athlète                 | Temps       |
| Or       | Rich Kimball États-Unis | 21 min 31 s |
| Argent   | Venanzio Ortis Italie   | 21 min 33 s |
| Bronze   | John Treacy Irlande     | 21 min 43 s |

#### Équipes
| Médaille | Athlètes   | Points |
| Or       | États-Unis | 22 pts |
| Argent   | Maroc      | 58 pts |
| Bronze   | Italie     | 90 pts |

### Cross long femmes

#### Individuel
| Médaille | Athlète                   | Temps       |
| Or       | Paola Pigni-Cacchi Italie | 12 min 42 s |
| Argent   | Nina Holmén Finlande      | 12 min 48 s |
| Bronze   | Rita Ridley Angleterre    | 12 min 54 s |

#### Équipes
| Médaille | Athlètes   | Points |
| Or       | Angleterre | 28 pts |
| Argent   | Italie     | 50 pts |
| Bronze   | Finlande   | 61 pts |